# Derecho tributario de España
El Derecho tributario de España, entendido como rama dentro del Derecho financiero, es el conjunto de principios y normas de naturaleza jurídica que gobierna el establecimiento y la exacción de los tributos en España con arreglo al principio de legalidad tanto en la determinación de la prestación a cargo de los sujetos pasivos como en la actividad de la Administración Pública para su liquidación y recaudación.

## Contenido
Se puede distinguir dentro del contenido del Derecho tributario una parte general y una parte especial. Las normas que regulan el tributo como instituto jurídico unitario al cual deben adaptarse cada uno de los tributos en particular forman el objeto de estudio de la parte general del Derecho tributario que se corresponde básicamente con el contenido de la Ley General Tributaria abarcando a su vez los aspectos materiales del Derecho tributario y los de naturaleza formal o procedimental. La parte especial del Derecho tributario comprende las normas que regulan cada tributo en particular.

## Parte general del derecho tributario

### Los principios del ordenamiento tributario español
El artículo 31 de la Constitución consagra los principios básicos y fundamentales del ordenamiento tributario al señalar que:

Artículo 31 de la Constitución. 
1. Todos contribuirán al sostenimiento de los gastos públicos de acuerdo con su capacidad económica, mediante un sistema tributario justo, inspirado en los principios de igualdad y progresividad, que en ningún caso tendrán alcance confiscatorio.
2. ...

3.- Sólo podrán establecerse prestaciones personales o patrimoniales de carácter público con arreglo a la ley.

Del análisis de este artículo se desprenden dos grupos de principios, que son:
- Principios materiales: entre los que cabe citar el principio de Generalidad, el principio de Igualdad y el principio de Progresividad. Si bien todos ellos se resumen en el principio de Justicia Tributaria.
- Principio Formal, materializado en el Principio de legalidad, plasmado en el artículo 31.3 de la Constitución, que supone que el establecimiento de un tributo ha de hacerse mediante ley.  Por ley se han de definir también todos y cada uno de los elementos que conforman la obligación tributaria, hecho imponible, sujetos pasivo, base imponible, infracciones, sanciones tributarias, así como el órgano legalizado para recibir el pago de los mismos.

A continuación se exponen los principios materiales:

#### Principio de generalidad
Este principio viene a significar que todos los ciudadanos deben soportar las cargas públicas. Esta afirmación, sin embargo, no determina que todos los ciudadanos de una comunidad deban pagar tributos, sino que deben hacerlo todos los que tengan la necesaria capacidad contributiva puesta de manifiesto mediante la realización de los hechos imponibles tipificados en la ley. 
Además de la mención al artículo 31 de la Constitución, es preciso referirse al artículo 3 de la Ley General Tributaria, al disponer que "La ordenación del sistema tributario se basa en la capacidad económica de las personas obligadas a satisfacer los tributos y en los principios de justicia, generalidad, igualdad, progresividad, equitativa distribución de la carga tributaria y no confiscatoriedad."
La quiebra al principio de generalidad puede producirse por diversos mecanismos técnico-jurídicos, entre los cuales se encuentran las exenciones; pero estas últimas no siempre conculcan el principio de generalidad, como es el caso de las concedidas para artículos de primera necesidad o el establecimiento de mínimos exentos en las distintas leyes reguladoras de los tributos.

#### Principio de igualdad
La idea de igualdad es la expresión lógica, a juicio de Sainz de Bujanda, del valor de justicia, ya que si todos los ciudadanos han de contribuir a financiar los gastos comunes, el reparto de dicha carga debe de realizarse de acuerdo con el criterio de justicia. Por tanto, la formulación en el ámbito tributario de la idea de justicia es el principio de igualdad. Ahora bien, esa igualdad no puede ser entendida en el sentido de igualdad aritmética, ya que la verdadera igualdad exige el tratamiento desigual de personas que se encuentran en situaciones desiguales. Ello implica analizar las diferentes situaciones en que los individuos pueden encontrarse frente al tributo y así poder adecuar el gravamen a cada una de esas situaciones. Ello se consigue a través del principio de capacidad, que analizamos a continuación.

#### Principio de capacidad económica
Este principio se encuentra íntimamente relacionado con el de generalidad y el de igualdad. Desde un punto de vista legal, aparece recogido en el artículo 31 de la Constitución y en el artículo 3 de la Ley General Tributaria.
Todos los ciudadanos tienen que pagar tributos, pero deben satisfacerlos todos los que puedan, es decir, todos aquellos que tengan una capacidad económica para soportar la carga que representan. Por tanto, para la aplicación efectiva de los tributos es necesario determinar quién tiene y quién no tiene capacidad contributiva: es lo que se denomina capacidad contributiva absoluta; y en segundo lugar, es necesario fijar en qué medida tiene que tributar cada sujeto pasivo, es decir, su capacidad contributiva relativa.
La capacidad económica es, por tanto, la forma tributaria de la igualdad y de la generalidad, todos deben pagar conforme a su capacidad.
Los tributos tiene como fin fundamental lograr ingresos para el Estado de forma que el sistema tributario debe responder en su conjunto al principio de capacidad. A él se debe adaptar la delimitación de los hechos imponibles y el establecimiento de las exenciones, sobre todo de aquellas que tienden a exonerar la renta mínima hasta determinada cuantía. Por tanto, aunque las exenciones pueden ir en contra del principio de generalidad pueden, sin embargo, ayudar a conseguir el de capacidad económica.

#### Principio de progresividad
Este principio supone que la carga tributaria se reparta de forma más que proporcional atendiendo al nivel de capacidad contributiva de los sujetos pasivos.
El principio de progresividad inspira a todos los sistemas tributarios modernos que intentan lograr una eficaz redistribución de la renta y justicia social.
La Constitución en su artículo 31 recoge este principio pero referido al sistema tributario español, considerado en su conjunto y no predicado para cada uno de los tributos que lo integran.  Por último, señalar que esta progresividad no es ilimitada, ya que el propio artículo 31 señala que en ningún caso podrá tener alcance confiscatorio.

#### Otros Principios tributarios
Destacan también  por su importancia otros principios tributarios, que se pueden resumir en los siguientes:
- Seguridad Jurídica. Este principio comporta la seguridad del ciudadano en cuanto al Derecho establecido y en cuanto a la correcta aplicación del mismo por parte de los diversos órganos estatales. La Ley General Tributaria no recoge con carácter general el principio de seguridad jurídica tal y como ocurre con los principios anteriormente comentados.

Parece claro por lo demás que los principios que la Constitución impone a todo el ordenamiento se imponen también en el ámbito tributario y en este sentido mencionar el artículo 9.3, según el cual la Constitución garantiza el principio de legalidad, la jerarquía normativa, la publicidad de las normas, la irretroactividad de las disposiciones sancionadoras no favorables o restrictivas de derechos individuales, la seguridad jurídica, la responsabilidad y la interdicción de la arbitrariedad de los poderes públicos.
- La ley general tributaria en su artículo 3.2 establece que la aplicación del sistema tributario se basará en los principios de proporcionalidad, eficacia y limitación de costes indirectos derivados del cumplimiento de obligaciones formales y asegurará el respeto de los derechos y garantías de los obligados tributarios.

### La potestad tributaria
La potestad tributaria es la facultad para establecer los tributos. Se encuentra regulada en los artículos 133 de la Constitución y 4 de la LGT.
La potestad originaria para establecer tributos corresponde exclusivamente al Estado, mediante ley, mientras que las comunidades autónomas y las corporaciones locales poseen una potestad tributaria derivada, puesto que podrán establecer y exigir tributos de acuerdo con "la Constitución y las leyes".